# Gran Premio Eddy Merckx
El Gran Premio Eddy Merckx fue una carrera de ciclismo en ruta profesional de un día, que se disputaba en el mes de agosto en las afueras de Bruselas (Bélgica). Toma su nombre del ciclista belga Eddy Merckx.
La primera edición fue en 1980 y hasta 1987 se disputaba en la modalidad de contrarreloj individual. Desde 1988 pasó a disputarse en la novedosa modalidad de contrarreloj por parejas de una misma escuadra ciclista. Esta curiosa modalidad hizo célebre a la prueba ya que era prácticamente la única con esta modalidad en el ciclismo profesional, junto con el Dúo Normando disputado en Francia, y se disputó ininterrumpidamente hasta 2004. Generalmente tenía una duración de 60-70 km, siendo la edición 2003 la más corta con 26 km debido a un incendio en zonas aledañas. A partir de 2005 se fusionó con la París-Bruselas debido a la difícil coexistencia de ambas pruebas.
El récord de victorias individuales lo detentan Knut Knudsen, Eric Vanderaerden y Chris Boardman con dos victorias. En la modalidad de parejas el récord de victorias también está en los dos triunfos que obtuvo el dúo formado por Marc Wauters y Erik Dekker.
El español Abraham Olano es el único ciclista que ha obtenido la victoria tanto en la modalidad individual como en la modalidad de parejas.

## Palmarés
| Any                | Vencedor                           | Segon                            | Tercer                                |
| Prueba individual  |                                    |                                  |                                       |
| ------------------ | ---------------------------------- | -------------------------------- | ------------------------------------- |
| 1980               | Knut Knudsen                       | Daniel Willems                   | Gerrie Knetemann                      |
| 1981               | Knut Knudsen                       | Fons de Wolf                     | Bernard Hinault                       |
| 1982               | Daniel Willems                     | Marc Sergeant                    | Jean-Luc Vandenbroucke                |
| 1983               | Jean-Luc Vandenbroucke             | Daniel Willems                   | Marc Somers                           |
| 1984               | Claude Criquielion                 | Jean-Luc Vandenbroucke           | Marc Sergeant                         |
| 1985               | Eric Vanderaerden                  | Bert Oosterbosch                 | Phil Anderson                         |
| 1986               | Charly Mottet                      | Nico Emonds                      | Jesper Worre                          |
| 1987               | Eric Vanderaerden                  | Edwig Van Hooydonck              | Charly Mottet                         |
| 1988               | Edwig Van Hooydonck                | Rolf Gölz                        | Janusz Kuum                           |
| 1989               | Sean Yates                         | Edwig Van Hooydonck              | Johan Museeuw                         |
| 1990               | Frans Maassen                      | Jelle Nijdam                     | Brian Walton                          |
| 1991               | Erik Breukink                      | Frans Maassen                    | Thierry Marie                         |
| 1992               | Jelle Nijdam                       | Fabian Jeker                     | Laurent Dufaux                        |
| 1993               | Chris Boardman                     | Pascal Lance                     | Jelle Nijdam                          |
| 1994               | Tony Rominger                      | Pascal Lance                     | Andrea Chiurato                       |
| 1995               | Johan Museeuw                      | Johan Bruyneel                   | Tony Rominger                         |
| 1996               | Chris Boardman                     | Lance Armstrong                  | Johan Museeuw                         |
| 1997               | Abraham Olano                      | Chris Boardman                   | Serhi Honchar                         |
| Prueba por parejas |                                    |                                  |                                       |
| 1998               | Abraham Olano José Vicente García  | Frank Vandenbroucke Nico Mattan  | Viatcheslav Ekimov Dariusz Baranowski |
| 1999               | Marc Wauters Erik Dekker           | Jesper Skibby Marc Streel        | Jens Voigt Chris Boardman             |
| 2000               | Viatcheslav Ekimov Lance Armstrong | Jens Voigt Chris Boardman        | Marc Wauters Erik Dekker              |
| 2001               | Marc Wauters Erik Dekker           | Michael Rogers Fabian Cancellara | Jean Nuttli Lukas Zumsteg             |
| 2002               | László Bodrogi Fabian Cancellara   | Uwe Peschel Michael Rich         | Marc Wauters Erik Dekker              |
| 2003               | Uwe Peschel Michael Rich           | Michael Rogers László Bodrogi    | Peter Van Petegem Leif Hoste          |
| 2004               | Koen de Kort Thomas Dekker         | Jens Voigt Bobby Julich          | Uwe Peschel Michael Rich              |